# Super Junior-T
Super Junior-Trot (em coreano:  슈퍼주니어-트로트), oficialmente conhecido como Super Junior-T (em coreano:  슈퍼주니어-티), é o segundo subgrupo oficial da boy group sul-coreana Super Junior. Eles foram o primeiro grupo de ídolos conhecido por capitalizar o trot, a forma mais antiga de música popular coreana. O Super Junior-T foi formado em 2007 e é composto por seis membros do Super Junior: Leeteuk (líder), Heechul, Kangin, Shindong, Sungmin e Eunhyuk.
O grupo lançou seu primeiro single em fevereiro de 2007. "Rokkugo!!!" foi o single mais vendido de 2007 e o décimo sexto mais vendido na história musical da Coreia do Sul, de acordo com a Music Industry Association of Korea (MIAK). Em novembro de 2008, o subgrupo quebrou o hiatus estreando na indústria musical japonesa, lançando a versão japonesa de "Rokkugo!!!", intitulada "Rock&Go".

## Carreira

### Formação e pré-estreia
Ao perceber a queda do trot, Lee Soo Man, produtor e fundador da SM Entertainment, decidiu reviver o estilo, produzindo um grupo que promovesse esse gênero. Três meses antes da estreia oficial do Super Junior-T, o grupo performou a canção "Don't Go Away", durante o  M.Net/KM Music Festival em 25 novembro de 2006, juntamente com o integrante do Super Junior Donghae.

### 2007: Sucesso comercial
No início de fevereiro, a SM Entertainment fez o anúncio oficial de um segundo subgrupo do Super Junior, o Super Junior-T. O grupo lançou seu primeiro single "Rokkugo!!!" em 23 de fevereiro e em 25 de fevereiro de 2007, fez sua estreia oficial no Seoul Broadcasting System Inkigayo, performando seu primeiro single e a canção "First Express", com a famosa cantora de trot Bang Shilyi. A estreia do subgrupo marcou a volta de Heechul às atividades artísticas depois do acidente de carro sofrido em agosto de 2006. "Rokkugo!!!" liderou as paradas musicais da Coreia três dias após o lançamento. Até o final de 2007, o single vendeu cerca de 46.000 cópias e foi o single best-seller do ano.
Dois meses depois, Leeteuk, Shindong e Eunhyuk sofreram um acidente de carro, e toda a agenda do Super Junior-T foi totalmente cancelada por dois meses.  No entanto, performances pré-gravadas como a paródia Goong T continuaram indo ao ar na televisão e seu single continuou a liderar as paradas musicais.  A agenda foi retomada em junho, porém durou somente um mês.

### 2008: Hiato e estreia no Japão
Em 29 de abril de 2008, foi anunciado que o Super Junior-T faria um retorno no final do ano com seu segundo single.  No entanto, o quarto subgrupo do Super Junior, o Super Junior-Happy, fez sua estreia em junho, colocando o Super Junior-T em hiato parcial. O grupo continuou suas atividades parcialmente, participando da turnê Super Show e outras funções semelhantes. A última aparição do Super Junior-T antes da estréia do Super Junior-Happy foi em 17 de maio de 2008, durante a abertura do 6th Korean Music Festival em Los Angeles, Califórnia.
Em 5 de novembro de 2008, o subgrupo relançou "Rokkugo!!!" no Japão, agora intitulado "Rock&Go". O projeto foi lançado em conjunto com a dupla de comediantes Moeyan, marcando a estreia da dupla como cantoras e a entrada do grupo no mercado musical japonês. O single estreou na décima-nona posição no ranking diário da Oricon  e pulou para a segunda três dias depois. Super Junior-T e Moeyan realizaram dois mini-concertos na data de lançamento do single no C.C. Lemon Hall em Tóquio para promovê-lo.

## Integrantes
- Leeteuk
- Heechul
- Kangin
- Shindong
- Sungmin
- Eunhyuk

## Discografia
| Singles - 2007: Rokkugo!!! | Singles - 2008: Rock&Go (com Moeyan) |

## Imagem
Super Junior-T também é conhecido por suas paródias, como a minissérie Goong-T, paródia do popular drama coreano, Princess Hours que foi ao ar no canal Mnet. Devido a participação ativa do grupo na música trot e suas aparições cômicas, o grupo ganhou excelente atenção do público mais velho, mesmo com suas conhecidas imagens de ídolos jovens, criadas por eles no Super Junior. Os membros do Super Junior-T explicaram que queriam mudar a sua imagem de ídolo e esperavam que ganhassem diferentes fãs com sua nova imagem.

## Prêmios e indicações
| Ano               | Prêmio | Trabalho nomeado    | Resultado |
| ----------------- | ------ | ------------------- | --------- |
| Bugs Music Awards |        |                     |           |
| 2010              | Trot   | "Knock Knock Knock" | Venceu    |